# Lebensraumtyp
Ein Lebensraumtyp, auch FFH-Lebensraumtyp (Abkürzung LRT), ist ein abstrahierter Typus aus der Gesamtheit gleichartiger und ähnlicher natürlicher Lebensräume und dient als besonders hoher Schutzstatus der Beschreibung der Landschaft im Rahmen der Vorgaben FFH-Richtlinie (Natura-2000-Gebiete). Jeder der 231 Lebensraumtypen hat einen europaweit eindeutigen EU-Code (Anhang I der FFH-RL). Einige Lebensraumtypen wurden als prioritär eingestuft, das heißt, dass sie vom Verschwinden bedroht sind und dass die Europäische Union eine besondere Verantwortung für deren Erhaltung hat, weil ihr Verbreitungsschwerpunkt in Europa liegt. Ein FFH-Lebensraumtyp ist somit ein Biotoptyp mit besonderem EU-Schutzstatus.

## Definition
Der FFH-Lebensraumtyp ist ein besonders geschützter Biotoptyp. Die FFH-Richtlinie definiert in Artikel 1 Buchst. c natürliche Lebensräume von gemeinschaftlichem Interesse als diejenigen Lebensräume, die (wörtlich):
i) im Bereich ihres natürlichen Vorkommens vom Verschwinden bedroht sind
 oder

ii) infolge ihres Rückgangs oder aufgrund ihres an sich schon begrenzten Vorkommens ein geringes natürliches Verbreitungsgebiet haben
 oder

iii) typische Merkmale einer oder mehrerer der folgenden fünf biogeographischen Regionen aufweisen: alpine, atlantische, kontinentale, makaronesische und mediterrane.

## Ziel
Lebensräumen mit Tier- und Pflanzenarten von gemeinschaftlichen Interesse sind nach FFH-Richtlinie besondere Schutzgebiete zuzuweisen, um ein zusammenhängendes europäisches ökologisches Netz zu schaffen. Für die ursprüngliche Festlegung der Lage von Flächen zur Ausweisung als Lebensraumtyp wurden die in Deutschland vorliegenden Daten zu Biotoptypen sowie naturschutzfachlich geschützten Flächen verwendet. Die Herangehensweise für die finale Ausweisung ist in den europäischen Ländern verschieden, in Deutschland wurden Gebiete genannt, in welchen Lebensraumtypen vorzufinden sein sollten.

## Aufgaben
Die Ausweisung einer Fläche als Lebensraumtyp gründet auf dem Vorkommen festgelegter Arten in den Anhängen II, IV und V der FFH-Richtlinie. Für die jeweiligen Länder ist unter anderem die Zustandswahrung eine mit der Ausweisung verbundene Auflage. Um einen Erhaltungszustand zu wahren oder verbessern zu können, ist eine Beobachtung und Bewertung der festgelegten Flächen notwendig. Die Staaten tragen durch Ausweisung und Zustandsmeldung von Lebensraumtypen zur Errichtung von Natura 2000 bei.

## Beispiele

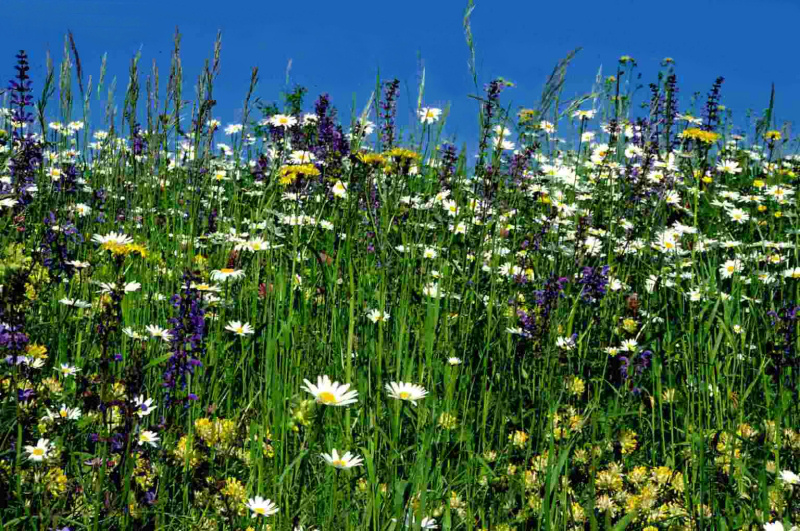
Lebensraumtyp 6510: Magere Flachlandmähwiese

Lebensraumtypen sind beispielsweise Berg-Mähwiesen, nicht touristisch erschlossene Höhlen oder Schwermetallrasen.
Die Liste der FFH-Lebensraumtypen zu dem Anhang I der FFH-Richtlinie gibt einen Gesamtüberblick über alle Lebensraumtypen, von denen 91 in Deutschland und 72 in Österreich vorkommen.